# Grégoire d'Utrecht
Grégoire d'Utrecht, né vers 703 et mort en 776, est un abbé chrétien. L’Église catholique le célèbre comme saint le 25 août.

## Biographie
Petit-fils de sainte Adèle de Pfalzel, Grégoire était originaire de la ville de Trèves. Dès sa jeunesse, il rencontra saint Boniface, évangélisateur de la Hesse et de la Thuringe, et le rejoignit dans la vie monastique. Saint Boniface lui manifesta une affection toute paternelle et, plus tard, le nomma abbé du monastère bénédictin Saint-Martin, à Utrecht (Pays-Bas). Il accrut le rayonnement missionnaire de l'abbaye qui devait devenir une pépinière de saints. Pendant douze ans, il administra également l'évêché d'Utrecht.